# سولابگرون
سولابگرون (انگلیسی: Solabegron) (نام رمز GW-427,353) دارویی است که به عنوان آگونیست انتخابی برای گیرنده آدرنرژیک β3 عمل می‌کند.  این دارو برای درمان مثانه بیش‌فعال و سندرم روده تحریک‌پذیر ساخته شده است. نشان داده شده است که با آزاد کردن سوماتواستاتین از سلول‌های چربی، بی‌دردی احشایی ایجاد می‌کند. 
سولابگرون توسط گلاکسواسمیت‌کلاین کشف شد و توسط AltheRx در مارس ۲۰۱۱ تولید شد. این دارو با تحریک گیرنده‌های β3 آدرنرژیک، عضله صاف مثانه را شل می‌کند، مکانیسمی جدید در مقایسه با درمان‌های دارویی قدیمی‌تر برای سندرم مثانه بیش‌فعال مانند عوامل آنتی کولینرژیک.  استلاس نخستین گیرنده آدرنرژیک β3 به‌عنوان میرابگرون را که به صورت تجاری در دسترس است را توسعه داده است که اکنون در ژاپن و ایالات متحده آمریکا مجوز منحصراً برای درمان سندرم مثانه بیش فعال دارد. and the U.S.
مطالعه فاز دوم سولابگرون برای مثانه بیش فعال (OAB) روی ۲۵۸ بیمار با بی‌اختیاری متوسط تا شدید که به طور متوسط ۴.۵ دوره مرطوب در روز را تجربه می‌کردند، بررسی شد.  نتایج نشان‌دهنده بهبود معنی‌دار آماری با سولابگرون در مقایسه با دارونما بود که با درصد کاهش شمار قسمت‌های مرطوب و شمار مطلق حفره‌های روزانه اندازه‌گیری شد. یک مطالعه فاز دوم برای سندرم روده تحریک‌پذیر (IBS) ۱۰۲ بیمار مبتلا به IBS را ارزیابی کرد.  سولابگرون در مقایسه با دارونما، کاهش قابل‌توجهی در درد مرتبط با این اختلال و روند بهبود بیشتر در کیفیت زندگی نشان داد.
هر دو مطالعه فاز II نشان داد که یک پروفایل تحمل برای سولابگرون مشابه دارونما بود.  این دارو به گیرنده‌های استیل‌کولین متصل نمی‌شود بنابراین انتظار می‌رود عوارض جانبی جزئی باشد.
AltheRx در حال حاضر در حال آماده شدن برای پیشبرد سولابگرون به یک مطالعه بالینی بزرگ در OAB است.